# ジェレズノヴォツク

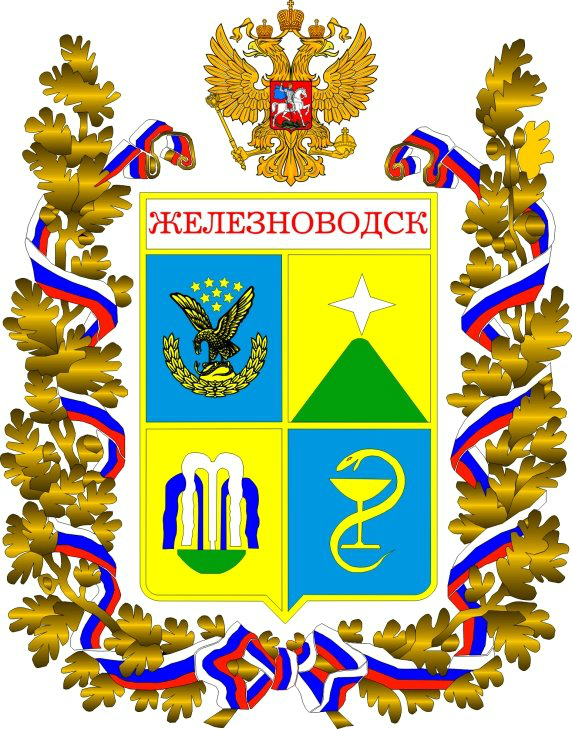
ジェレズノヴォツク市の紋章

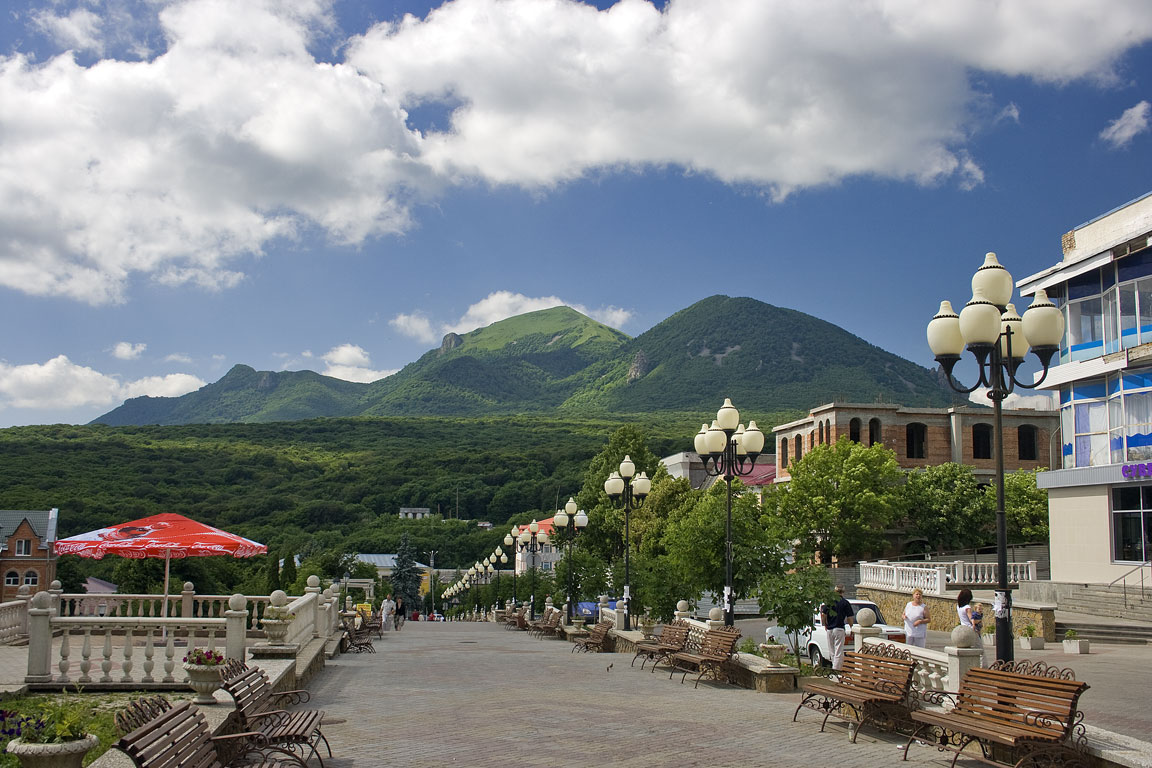
ジェレズノヴォツクのリゾート。奥にベシュ・タウ山を望む

ジェレズノヴォツク（ジェレズノヴォーツク、ロシア語: Железново́дск, Zheleznovodsk）はロシア南部のスタヴロポリ地方の町で、カフカス山脈の北麓にある鉱泉・スパリゾートである。人口は2万2863人（2021年）。

## 地理
南の大きな山であるベシュ・タウ山と、北にあるジェレズナヤ山の間の鞍部に広がる標高1,400メートルの山岳リゾート都市である。カフカス鉱泉のスパ・リゾート都市のひとつでもあり、鉱泉や温泉で名高い。スタヴロポリ市からは190キロメートル南東に位置する。
ミネラーリヌィエ・ヴォードィからエセントゥキを経てキスロヴォツクへ向かう鉄道の途中にあるベシュ・タウ駅から、終点のジェレズノヴォツク駅に向かう短い支線が伸びている。

## 歴史
ジェレズノヴォツクとは「鉄の水（の町）」を意味する。この地で湧き出る鉱泉に、鉄分が多く含まれているとされてきたことによる。
1810年、ジェレズナヤ山の斜面で、モスクワの高名な医師であるフリードリヒ・ハース（フョードル・ガース）が2か所の鉱泉水を発見し詳細を報告した。その2年後には早くも療養地を求めた病人が、療養施設がいまだなく、小屋などしかないにもかかわらず、ジェレズヌィエ・ヴォードィ（鉄の水）と呼ばれたこの地に訪れるようになった。1823年にはさらに泉源が発見された。

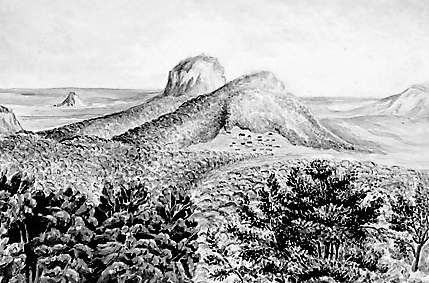
1832年から33年ごろのジェレズノヴォツク。ジェレズナヤ山のふもとに小屋がいくつか集まっている
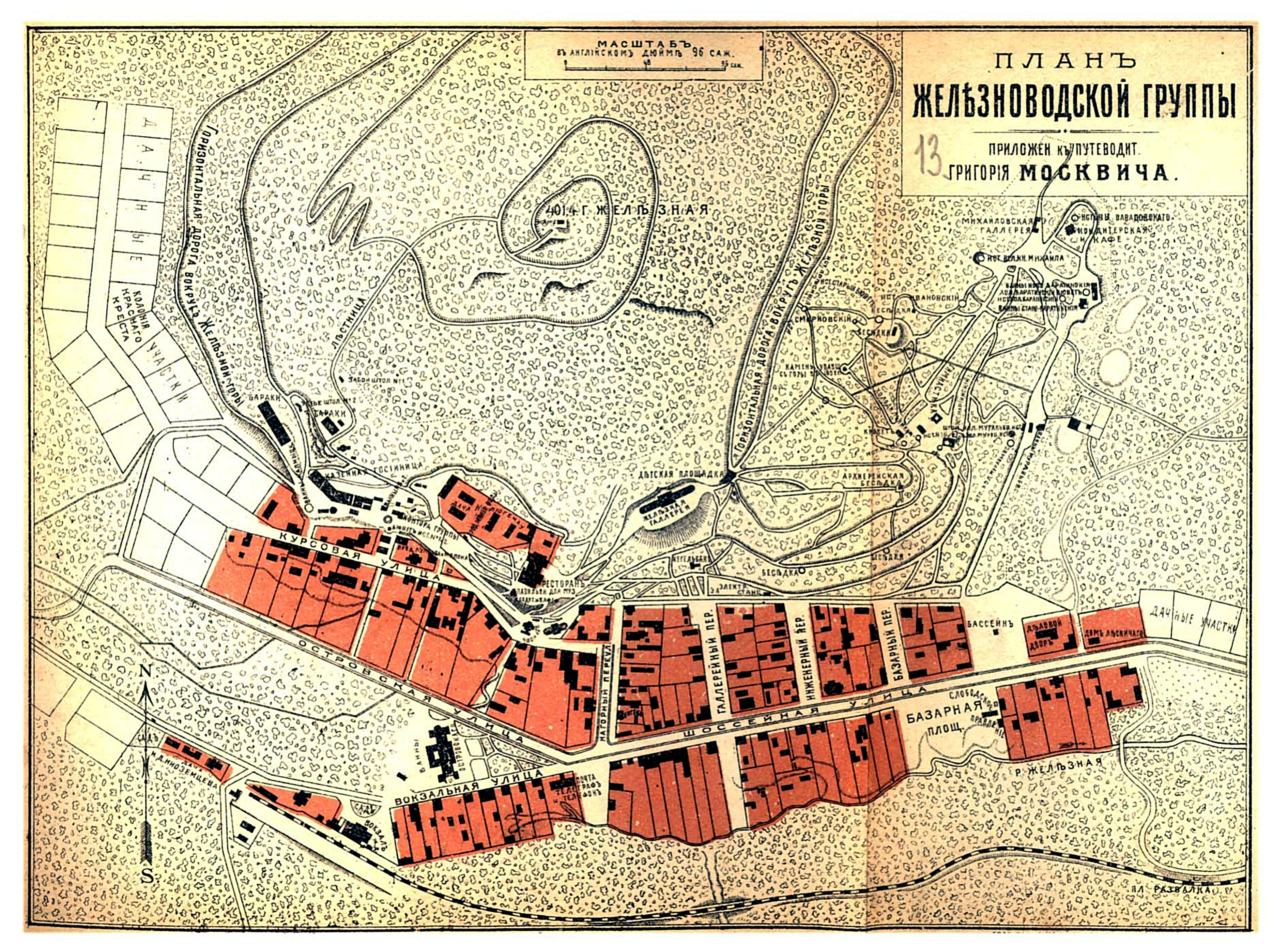
1913年のジェレズノヴォツク市街図

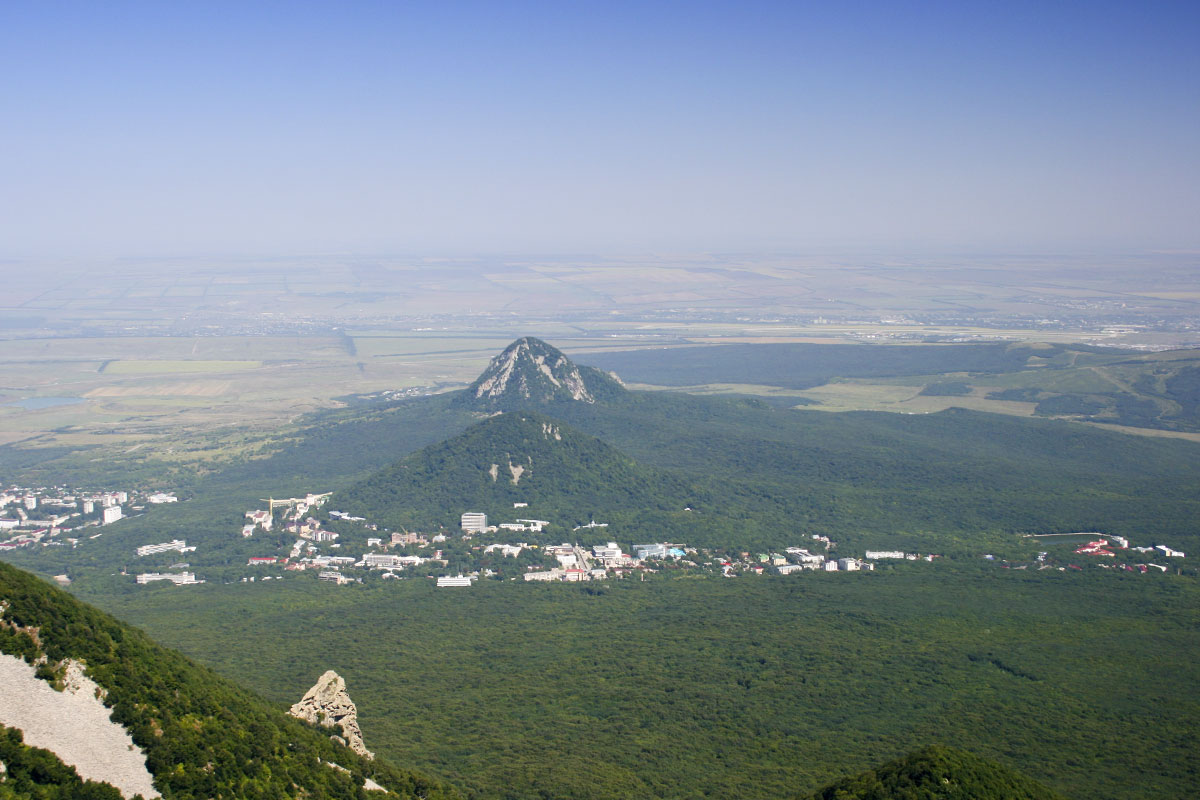
ベシュ・タウ山から見下ろしたジェレズナヤ山とジェレズノヴォツク

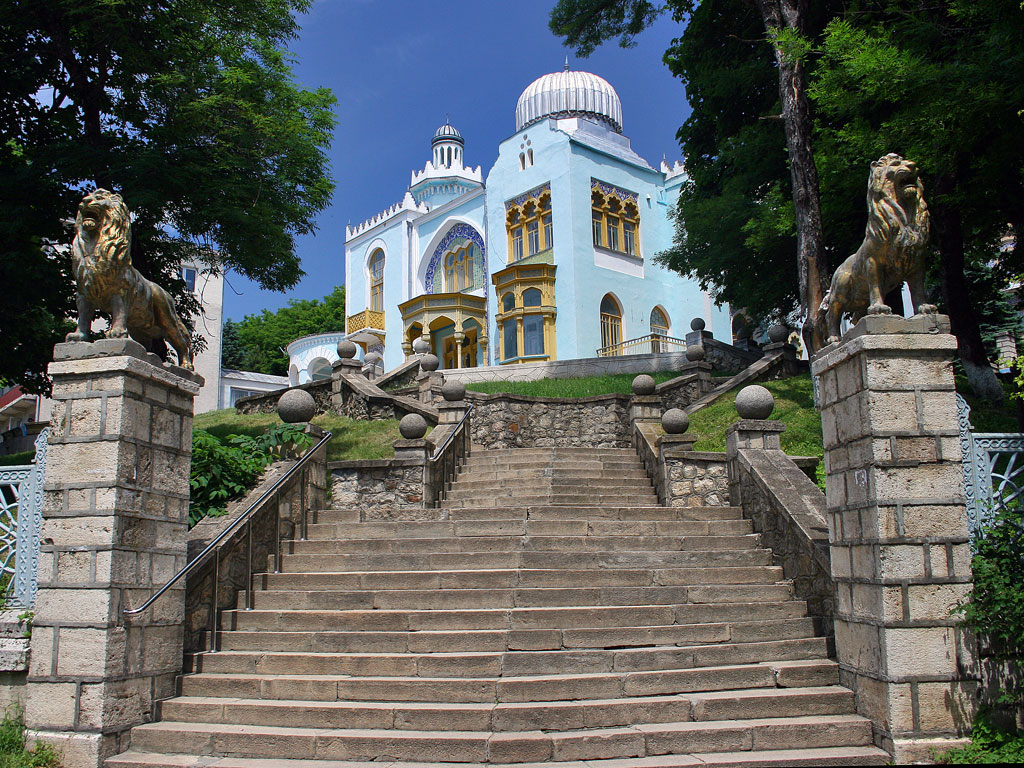
ブハラ・アミール国のアミール、アブドゥル・アハド・ハーンの復興ムーア様式の宮殿

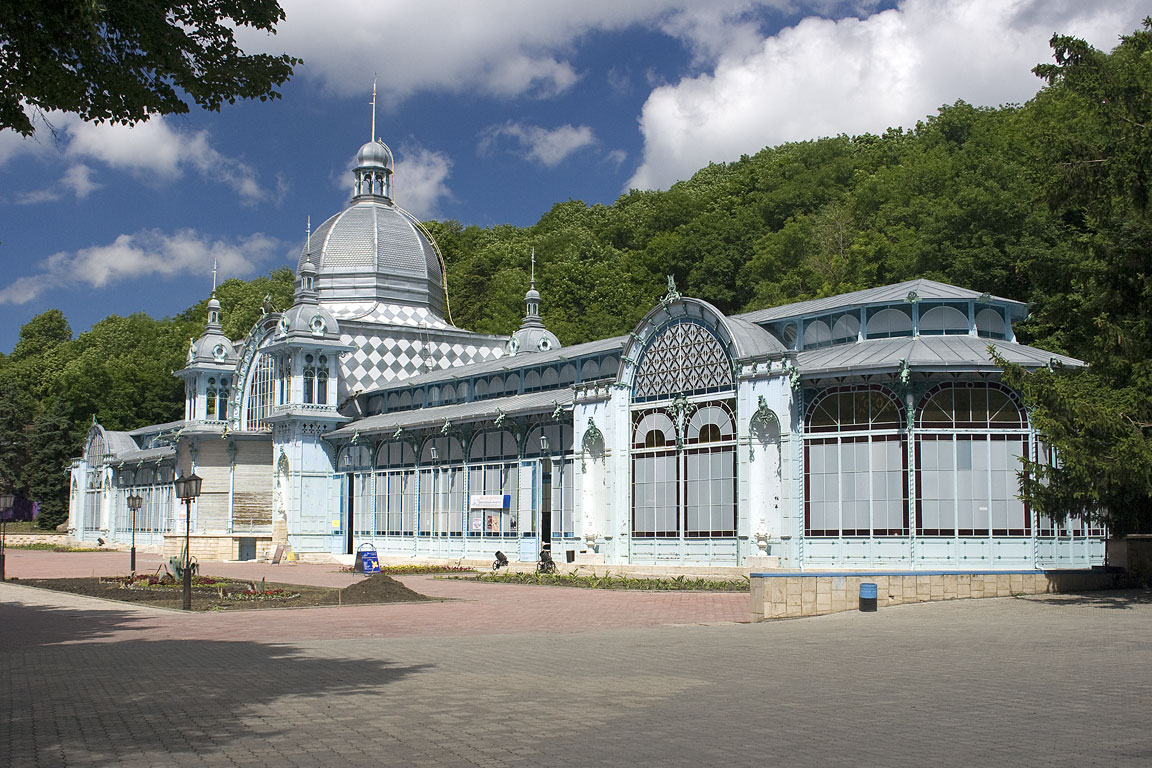
プーシキン・ギャラリー

1841年には有名な詩人でありカフカスに流刑されていたミハイル・レールモントフがジェレズノヴォツクに療養に訪れ、最後の日々を過ごしている。レールモントフは近くのピャチゴルスクのマシュク山で行われた決闘に向かい、帰らぬ人となった。
スパリゾートは1842年に公式に設立された。同時期、コサックがこの地に移住し、ジェレズノヴォツカヤ・スロボダという集落ができた。
19世紀末、ジェレズノヴォツクには鉄道が到達し、さらにエセントゥキにできた水力発電所からの電気が来た。療養施設や庭園、ホテル、別荘地などがこの時期に相次ぎ完成した。1907年に建てられたブハラ・アミール国のアミール、アブドゥル・アハド・ハーンの邸宅などはこの時期の代表的な建築である。1917年には市の地位を与えられた。1920年代にはサナトリウムが相次ぎ開設された。
第二次世界大戦（大祖国戦争）では避難民や傷病兵がジェレズノヴォツクに集まったが、1942年8月10日から1943年1月12日までドイツ軍に占領されている。占領期間には療養施設の機能は麻痺し、戦闘で多くの施設が完全に破壊された。戦後の復興と60年代から70年代に至る時期の建設により、ジェレズノヴォツクはソ連各地から年間10万人以上の観光客を迎えるリゾートとなり、多数の医療施設やデパート、文化宮殿などがオープンした。
1990年7月16日には西ドイツ首相ヘルムート・コールとロシア大統領ミハイル・ゴルバチョフがジェレズノヴォツクで会談を行い、ドイツ再統一後のNATO加盟問題などを含めた、最後まで残っていた課題に関する交渉を行っている。
1991年9月23日、ナゴルノ・カラバフ戦争の和平調停のための「ジェレズノヴォツク宣言」が、ロシア共和国最高会議議長ボリス・エリツィンとカザフ大統領ヌルスルタン・ナザルバエフ、および戦争当事者のアゼルバイジャン大統領アヤズ・ムタリボフとアルメニア最高会議議長レヴォン・テル＝ペトロシャンにより署名され、戦争は休戦に向かった。

## 経済・観光
ジェレズノヴォツクは、周辺のリゾート都市であるピャチゴルスク、エセントゥキ、キスロヴォツクとともに、カフカース鉱泉というスパリゾートを構成している。ジェレズノヴォツクの経済は、ロシア各地や旧ソ連各地から、内臓疾患の療養や観光のために多数の人が訪れるスパやサナトリウム群を中心に回っている。これらのスパでは、温泉水を使った医療を行っている。特に腸洗浄などの代替医療も行っている。またジェレズノヴォツクには鉱泉水を瓶詰めする工場が複数ある。
ジェレズノヴォツクには19世紀半ばに建った温泉施設などの歴史的建築が数多く残る。町の東側にあるスパ公園は19世紀に建設が始まり、1930年代に拡張されスターリン様式の噴水などが作られている。公園内にあるプーシキン・ギャラリーは1896年にニジニ・ノヴゴロドで開催された全ロシア産業芸術博覧会（汎ロシア博覧会）のパビリオンを1902年にこの地に移設したもので、コンサートなど様々なイベントのためのホールとして使われている。

## ギャラリー

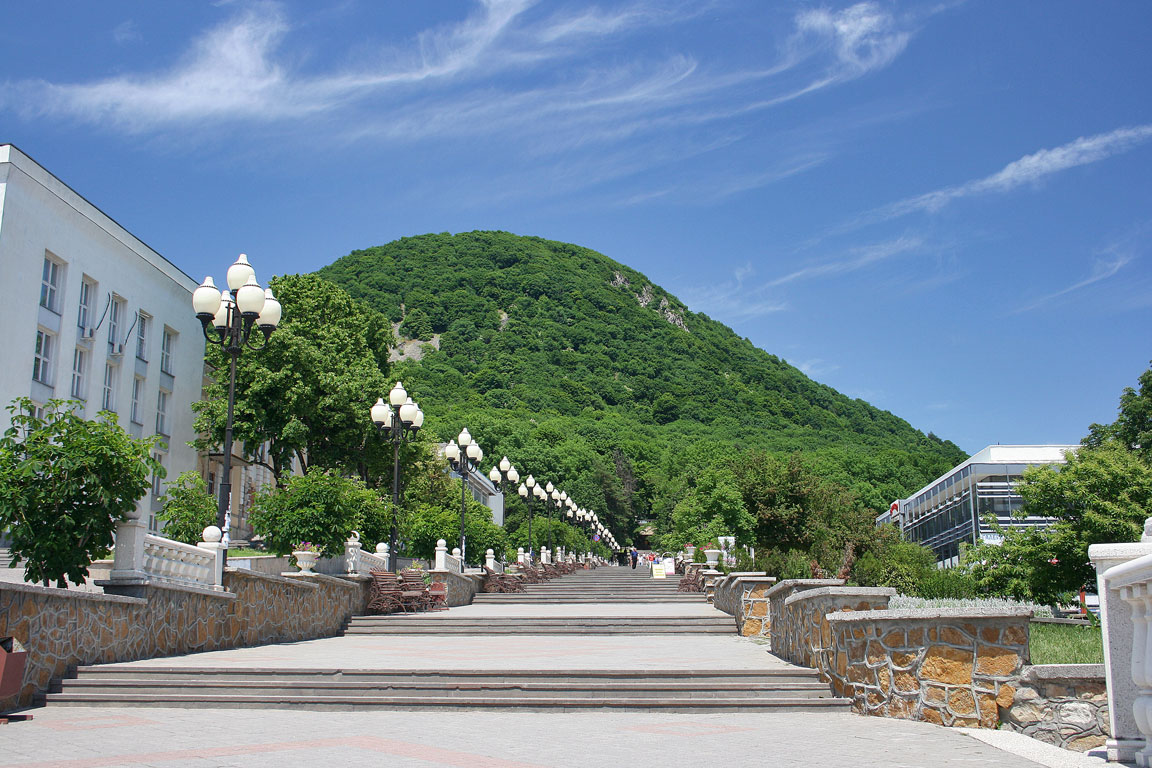
ジェレズノヴォツクのリゾート。ジェレズナヤ山を望む方向
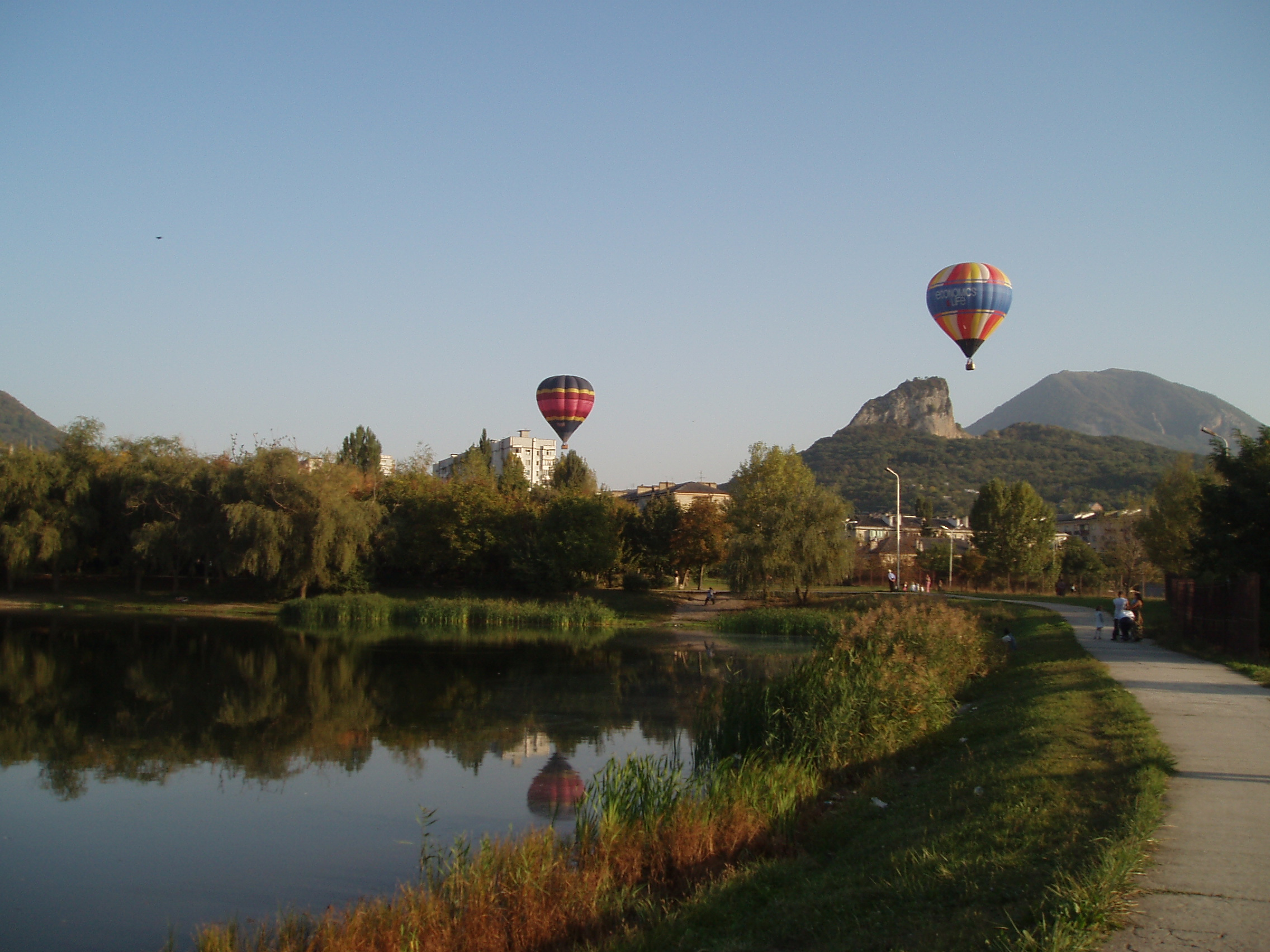
ジェレズノヴォツクの熱気球フェスティバル
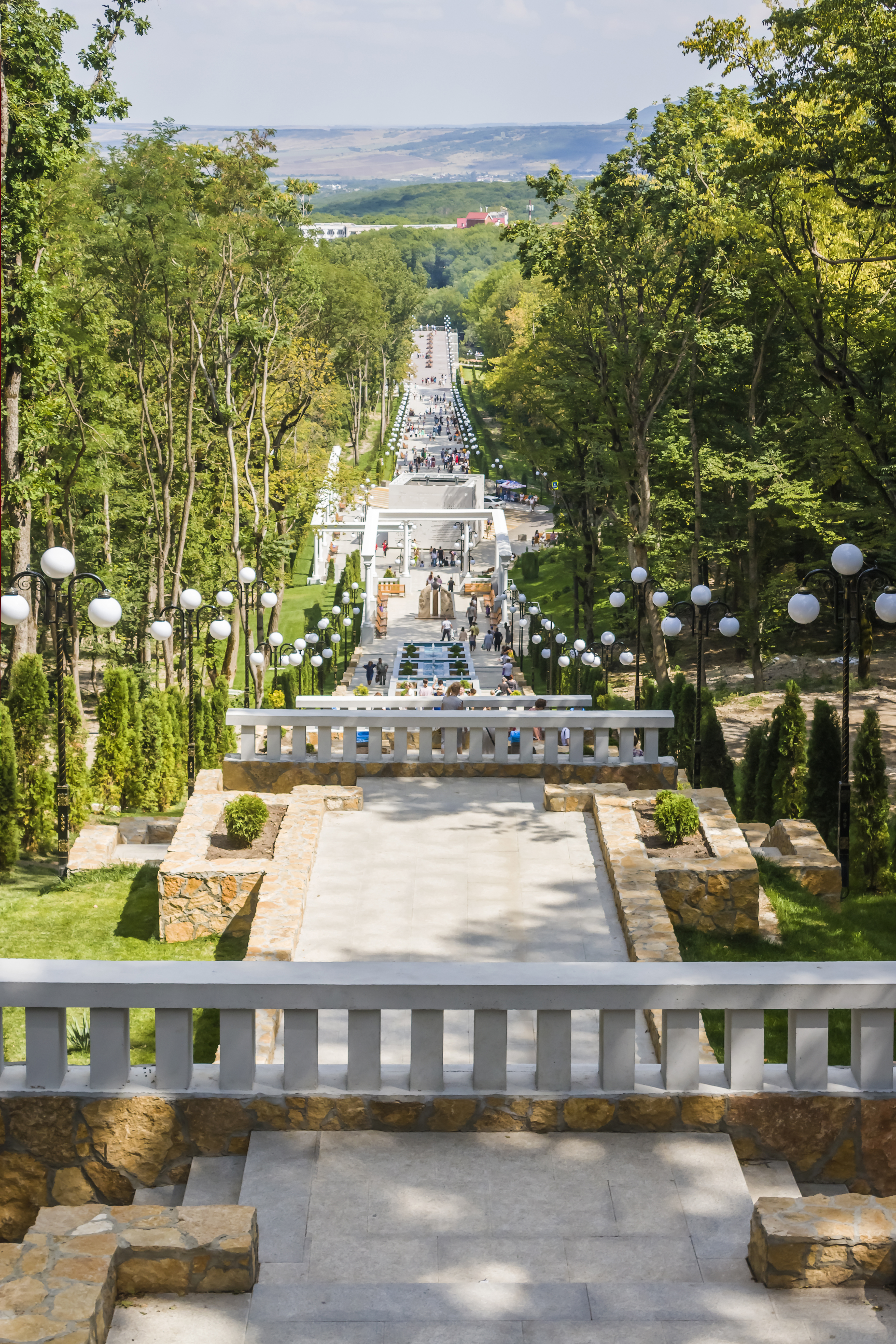
カスケード階段